# SN2016aps
SN2016aps je (od travnja 2020.) najjača zabilježena eksplozija zvijezde. Deset je puta snažnija od normalne supernove i 500 puta sjajnija. Obična supernova emitira samo jedan posto svoje energije u vidljivom svjetlu, no SN2016aps emitira mnogo veći udio. Procijenjeno je da SN2016aps ima energiju jednaku rekordnih 200 kvadrilijuna gigatona TNT-a. Od nas je udaljena 3,6 milijardi svjetlosnih godina.
Astronomi sa sveučilišta u Birminghamu i iz Harvard-Smithsonian centra za astrofiziku u Sjedinjenim Državama svoje su otkriće, nazvano SN2016aps, opisali kao "ekstremno snažnu supernovu masivne zvijezde".
Zbog neuobičajeno velikih količina vodika u oblaku eksplozije, astronomi vjeruju da je ta supernova izvorno nastala spajanjem dviju zvijezda.
Supernovu je otkrio 2016. godine Teleskop panoramskog pregleda i sustav brzog odgovora na Havajima, uz naknadna opažanja svemirskog teleskopa Hubble. 